# Nánay Bence
Nánay Bence (Budapest, 1974. –) magyar filozófiatörténész, elmekutató, filozófus, egyetemi tanár. Az Antwerpeni Egyetem filozófia professzora és kutatóprofesszora, emellett filmkritikusként is dolgozott. Az Antwerpeni Egyetem Filozófiai Pszichológiai Központjának társigazgatója és a Cambridge-i Egyetem Peterhouse kutatóintézetének vezető munkatársa.

## Életpályája
1995–1999 között a Láthatatlan Kollégium tagja volt. 1996 óta a Metropolis című filmelméleti és filmtörténeti folyóirat szerkesztője. 1997–1999 között az Eötvös Loránd Tudományegyetem Bölcsészettudományi Kar mozgóképelmélet programjában tanított filmelméletet. 1999-ben diplomázott az Eötvös Loránd Tudományegyetem Bölcsészettudományi Kar filozófia-esztétika szakán. 2006-ban PhD. fokozatot szerzett. 2006–2010 között a Syracuse Egyetem Biológiai Tanszékének adjunktusa volt. 2010–2019 között a Cambridge-i Egyetem Peterhouse kutatóintézetének vezető tudományos munkatársa volt. 2011-től az Antwerpeni Egyetem Filozófiai Pszichológiai Központ társigazgatója. 2014-től az Európai Érzékszervi Kutatási Hálózat igazgatója.
1995 óta publikál filmes és esztétikai tárgyú írásokat, többek közt a BUKSZ, a Filmvilág és a Metropolis folyóiratokban.

## Művei
- Elme és evolúció (Budapest; Kávé Kiadó, 2000)
- Perceiving the World (Oxford University Press, 2010)
- Between Perception and Action (Oxford University Press, 2013)
- Aesthetics as Philosophy of Perception (Oxford University Press, 2016)
- Aesthetics: A Very Short Introduction (Oxford University Press, 2019)
- Aesthetic Life and Why It Matters (Oxford University Press, 2021)
- Mental Imagery (Oxford, Oxford University Press, 2023)
- Perception: The Basics (London, Routledge, 2024)

## Díjai
- Pro Scientia Aranyérem (OTDK, 1999)[6]